# Curtis Tomasevicz
Curtis Tomasevicz, född 17 september 1980 i Shelby i Nebraska, är en amerikansk bobåkare.
Han tog OS-guld i herrarnas fyrmanna i samband med de olympiska bobtävlingarna 2010 i Vancouver.